# سیارک ۱۲۰۸۸
سیارک ۱۲۰۸۸ (به انگلیسی: 12088 Macalintal، نامگذاری:1998HZ31) دوازده هزار و هشتاد و هشتمین سیارک کشف شده‌است که در ۲۰ آوریل ۱۹۹۸ کشف شد.
قدر مطلق سیارک برابر ۲۰.۴ است.